# Holothrix macowaniana
Holothrix macowaniana är en orkidéart som beskrevs av Heinrich Gustav Reichenbach. Holothrix macowaniana ingår i släktet Holothrix och familjen orkidéer. Inga underarter finns listade i Catalogue of Life.